# Sergio Pamies
Sergio Pamies (Granada, 1983) es un pianista de jazz, compositor y arreglista español. Ha publicado tres discos a su nombre, y aparece en numerosas grabaciones como colaborador.

## Biografía

### Primeros años
Nacido en Granada en 1983. Pamies es sobrino del escritor Sergi Pamies. Sergio comenzó a estudiar piano a una edad temprana, interesándose por el jazz a través de la influencia de su padre, guitarrista autodidacta y amante del jazz.
Pamies se mudó a Barcelona para estudiar el Grado Superior de Jazz en el  Conservatorio del Liceo de Barcelona, graduándose en 2007. En Barcelona fue colíder del grupo Yakaré. Pamies realizó una gira por Colombia en 2006 con dicha agrupación, presentando el disco Yakaré en los festivales Jazz al Parque (Bogotá), Festival de Piano de la UIS (Bucaramanga) y en el Auditorio EAFIT (Medellín). En 2007 Pamies participó como solista en el estreno del concierto de Joan Albert Amargós Transformacions, escrito para Big Band y Orchesta Sinfónica, presentado en el Gran Teatro del Liceo de Barcelona.

### Estudios
Después de graduarse en el Conservatorio del Liceo, Pamies se mudó a Texas (EE. UU.), donde se gradúa de un máster en piano jazz (2011) y un Doctorado en jazz (2016) en la prestigiosa University of North Texas College of Music. Durante estos años en UNT, Pamies fue miembro de la Big Band nominada 7 veces a los Premios Grammy "The One O’Clock Lab Band", acompañando a diferentes artistas invitados de la talla de Bobby McFerrin, Arturo Sandoval, Marvin Stamm, Chuck Findley, Doc Severinsen, and Wycliffe Gordon, entre otros. Pamies es el solista en el tema “Neil” del disco de dicha banda Lab 2015, compuesto porRich DeRosa y que sería nominada al Grammy en 2016 por "Mejor composición instrumental". Pamies dirigió el grupo de jazz contemporáneo “The Zebras”, produciendo el disco The Flamenco Jazz Project, el cual sería galardonado con múltiples premios estudiantiles de la prestigiosa revista especializada en jazz Down Beat Magazine Pamies fue seleccionado para el workshop “Latin Jazz Traditions,” actuando con Paquito D’Rivera en el mítico Carnegie Hall (Nueva York, 2015). Su composición para Big Band "Dudú" fue seleccionada para el programa de dicho concierto.
Su tesis doctoral, The Controversial Identity of Flamenco Jazz: A New Historical and Analytical Approach, está disponible en línea en la página web de la Biblioteca de la University of North Texas

### Carrera como solista
Su ålbum debut, Entre Amigos, fue publicado en 2008 (PSM), con una banda que combinada músicos de jazz con jóvenes flamencos de Granada, como Sergio Gómez “El Colorao.” Con dicho grupo se presentan en el festival de jazz internacional XXI Jazz en la Costa, con la colaboración de Antonio Serrano (músico), donde obtienen buena respuesta de la crítica especializada. Este disco se presentaría también en el festival de flamenco internacional Ibérica Festival (2009), en una gira de 4 días que incluyó Praga, Brno, Boskovice (República Checa) y Bratislava (Eslovaquia). Pamies también actuó en ese mismo verano de 2009 en el festival de flamenco granadino Los Veranos del Corral, en un concierto extraordinario con la colaboración de su admirado pianista y cantaor Diego Amador, en una noche en la que los dos pianistas arreglaron para dos pianos piezas del repertorio de ambos, apoyados por la banda de Pamies.
Su siguiente disco, Borrachito (Bebyne Records), fue publicado en 2011, y cuenta con colaboraciones especiales de los músicos Christian Scott, Diego Amador, Antonio Serrano, Rubem Dantas y Pepe Luis Carmona “Habichuela.” Pamies presenta materiales de este disco en los festivales internacionales XVI Jazz Na Starówce (en Varsovia, Polonia 2010), Colores Flamencos (Olomouc y Sumperk, República Checa, 2011), Munijazz (Munilla, 2011), XXI Jazz en el Lago (Atarfe, 2012), XXVII Festival Internacional de Música y Danza Ciudad de Úbeda (Úbeda 2015), entre otros.
Su último disco, What Brought You Here? grabado en Dallas, Nueva York, Los Ángeles, Barcelona y Granada, fue publicado en mayo de 2017 por el sello Bebyne Records. Cuenta con la colaboración de músicos como Quamon Fowler, Ashleigh Smith, Lara Bello, y Samuel Torres.

### Carrera como docente
Pamies fue Teaching Fellow en la University of North Texas (Denton, Texas) durante siete años. Actualmente Pamies ejerce como profesor adjunto de la Universidad Mountain View College (Dallas, Texas) y es uno de los profesores del Instituto de Jazz del Programa Juvenil de Orquestas de Dallas (the GDYO Jazz Institute).

### Estilo e influencias
La crítica especializada ha reconocido su talento para la composición, el liricismo de su lenguaje improvisatorio, y su habilidad para combinar una formación jazzística tradicional con la música de su infancia, el flamenco. Pamies ha citado en entrevistas a Bill Evans, Duke Ellington, Thelonious Monk, Miles Davis, Paco de Lucía, Camarón de la Isla, Diego Amador y la familia “Habichuela” (Pepe “Habichuela,” Ketama, Josemi Carmona) entre sus influencias más destacadas.

## Discografía

### Como líder
What Brought You Here? (Bebyne Records 2017)
Borrachito (Bebyne Records 2011)
Entre Amigos (PSM 2008)

### Colaboraciones
Julián Heredia 1 de Cal y 9 de Arena (2017) featuring Josemi Carmona, Jorge Pardo, Carles Benavent, Niño Josele, Enrique Morente Jr. Participación: Pianista, compositor, arreglista.
Rich DeRosa Perseverance: The Music of Rich DeRosa at North Texas (North Texas Jazz, 2017) Participación: Pianista.
Ashleigh Smith Sunkissed (Concord Records, 2016) Participación: Arreglista, pianista.
Verso Suelto Verso Suelto (Youkali Music, 2016) Participación: Productor musical, arreglista, pianista.
Sergio Gómez “El Colorao” Como Mi Sangre (Fods Records, 2016) Participación: Arreglista, pianista.
Cancer Blows The Musical Event: Thirty Trumpet Legends (Ryan Anthony Foundation, 2015). Featuring Arturo Sandoval, Marvin Stamm, Doc Sverinsen, and Wycliffe Gordon Participación: Pianista.
Mónica Gastelumendi Jugar a la Vida (2015) Participación: Arreglista, pianista.
One O’Clock Lab Band Lab 2015 (North Texas Jazz, 2015) Participación: Pianista.
Nazia Chaundry “NAZ” Time After (2014) Participación: Pianista.
Mihwa Kim “Roja” My Shining Hour (MirrorBall Records, 2013) Participación: Productor musical, arreglista, pianista.
The Two O’Clock Lab Band Kind of Two (North Texas Jazz, 2013) Participación: Pianista.
UNT Latin Jazz Late Night Mambo (North Texas Jazz, 2013) Participación: Compositor, arreglista, pianista.
Wana Hong First Impression (2013) Participación: Pianista.
The Zebras The Flamenco Jazz Project (North Texas Jazz, 2011) Participación: Productor musical, director, arreglista.
UNT Latin Jazz Dancing Small (North Texas Jazz, 2010) Participación: Compositor, arreglista, pianista.
Yakaré Group Yakaré (PSM 2006) Participación: Colíder, pianista, compositor, arreglista.